# Sclerophrys tuberosa
Sclerophrys tuberosa es una especie de anfibios anuros de la familia Bufonidae.

## Distribución geográfica y hábitat
Habita en la mitad sur de Camerún, sur de República Centroafricana, norte de República del Congo, norte de la República Democrática del Congo, Guinea Ecuatorial (Río Muni y Fernando Poo) y Gabón.
Su hábitat natural incluye bosques tropicales o subtropicales secos y a baja altitud, montanos secos, ríos, pantanos y marismas de agua dulce.
Está amenazada por la pérdida de su hábitat natural.